# Lorena Llamas García
Lorena Llamas García (Igualada, 25 d'octubre de 1987) és una ciclista catalana. L'any 2018, es converteix en una de les integrants de la plantilla del primer equip femení en la història de l'equip Movistar Team, estructura navarresa amb més de 40 anys d'història en el ciclisme professional masculí.
La igualadina comença de forma tardana a competir i sorprèn a tothom amb la seva victòria al Campionat de Catalunya l'any 2014. Posteriorment, comença a adquirir experiència a nivell estatal amb l'equip Frigoríficos Costa Brava, i mitjans del 2016 va fitxar per l'equip internacional basc Bizkaia-Durango.
Dona el salt total al professionalisme amb Movistar Team, amb una primera temporada en què acaba disputant el Mundial d'Innsbruck (Àustria) i la temporada 2019 la comença dominant la Copa d'Espanya, imposant-se a les dues cites inaugurals a Eibar i al Trofeu Bajo Andratx.
Va retirar-se del ciclisme professional l'agost de 2019, comunicant-ho a través de les xarxes socials.

## Palmarès
- 2017
  - 1a a l'Emakumeen Aiztondo Sari Nagusia (Copa d'Espanya).
- 2018
  - 2a a la ReVolta, prova femenina de la Volta a Catalunya.
- 2019
  - 1a al GP Ciudad de Eibar (Copa d'Espanya).
  - 1a al Trofeo Bajo Andratx (Copa d'Espanya).